# Quincy Hall
Pour les articles homonymes, voir Hall.
Quincy Hall, né le 31 juillet 1998 à Kansas City, est un athlète américain, spécialiste du 400 mètres et du 400 mètres haies. Il est champion olympique du 400 m à Paris en 2024, et champion du monde du relais 4 x 400 m avec l'équipe américaine en 2023 à Budapest.

## Biographie
Sur 400 mètres haies, Quincy Hall remporte les championnats panaméricains juniors en 2017, les championnats NACAC espoirs et les championnats NCAA en 2019. Dans l'épreuve du 400 mètres, il descend sous les 45 secondes en 2018 (44 s 60) et en 2019 (44 s 53).
En 2022, il établit un nouveau record personnel sur 400 m haies en 48 s 10 à Eugene au cours de la Prefontaine Classic.

### Champion du monde du relais 4 x 400 m et médaillé sur 400 m (2023)

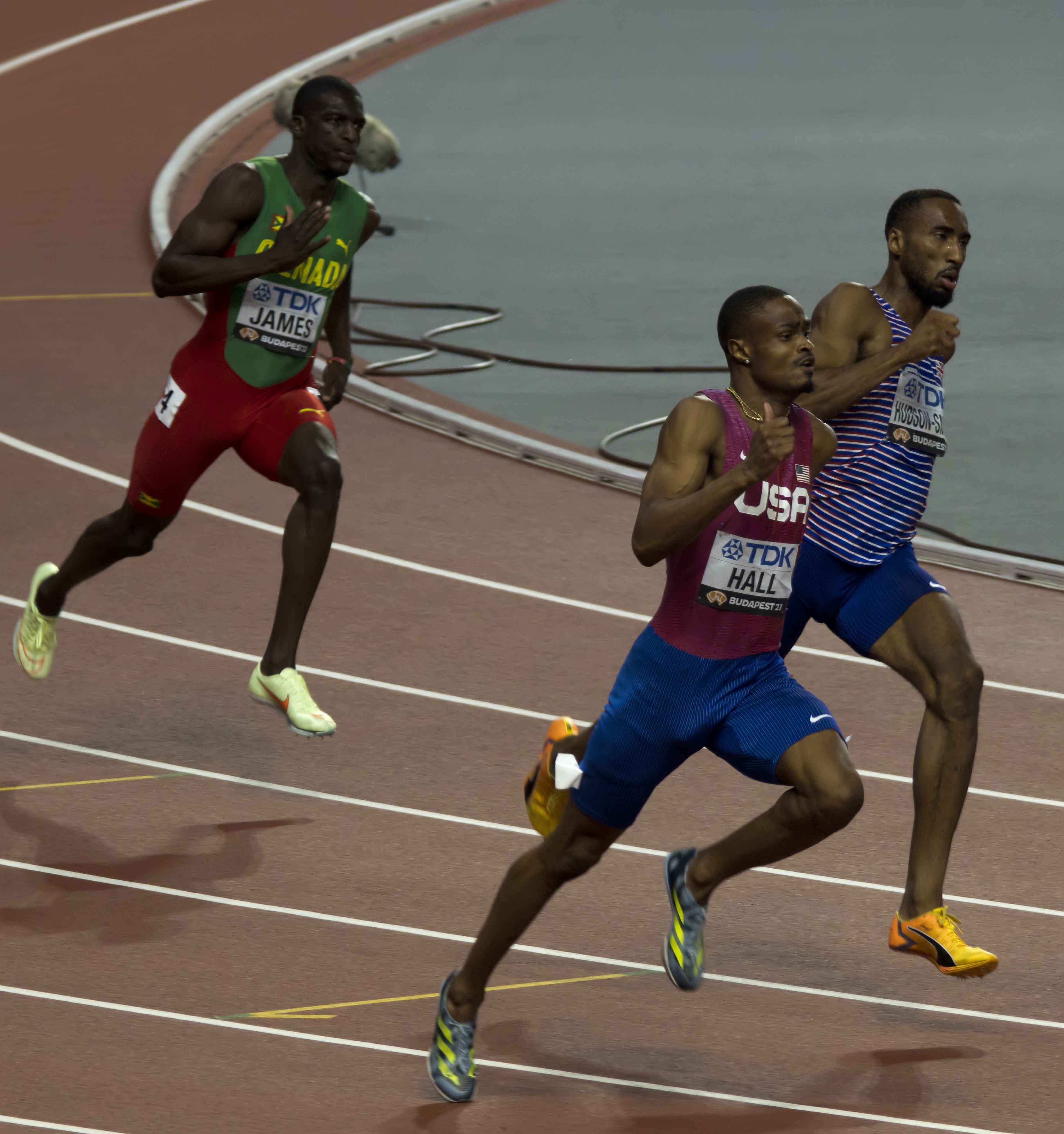
Quincy Hall aux côtés de Matthew Hudson-Smith lors des Championnats du monde de 2023.

En juillet 2023, Hall se classe 3e du 400 m des championnats des États-Unis en 44 s 41, nouveau record personnel, derrière Bryce Deadmon et Vernon Norwood. Il valide ainsi sa qualification pour les championnats du monde. À Budapest, il s'empare de la médaille de bronze du 400 m avec un temps de 44 s 37, derrière le Britannique Matthew Hudson-Smith et le Jamaïcain Antonio Watson. En fin de compétition, il décroche la médaille d'or du relais 4 × 400 m aux côtés de Vernon Norwood, Justin Robinson et Rai Benjamin en 2 min 57 s 31, devant la France et la Grande-Bretagne.

### Champion olympique
En juin 2024, Quincy Hall remporte le 400 m des sélections olympiques américaines, devant Michael Norman, en portant son record personnel à 44 s 17. Le 12 juillet, lors du Meeting Herculis de Monaco, il descend pour la première fois de sa carrière sous les 44 secondes en s'imposant dans le temps de 43 s 80. 
Aux Jeux olympiques de Paris il remporte sa série, puis sa demi-finale en 43 s 95. Le lendemain, 7 août, il remporte la médaille d'or dans le temps de 43 s 40, battant sur le fil le Britannique Matthew Hudson-Smith de 4/100es.

## Palmarès
| Date | Compétition                        | Lieu             | Résultat | Épreuve         | Temps         |
| ---- | ---------------------------------- | ---------------- | -------- | --------------- | ------------- |
| 2017 | Championnats panaméricains juniors | Trujillo         | 1er      | 400 m haies     | 49 s 02       |
| 2019 | Championnats NACAC espoirs         | Querétaro        | 1er      | 400 m haies     | 49 s 77       |
| 2022 | Championnats NACAC                 | Freeport         | 1er      | 4 × 400 m       | 3 min 1 s 79  |
| 2022 | Championnats NACAC                 | Freeport         | 1er      | 4 × 400 m mixte | 3 min 12 s 05 |
| 2023 | Championnats du monde              | Budapest         | 3e       | 400 m           | 44 s 37       |
| 2023 | Championnats du monde              | Budapest         | 1er      | 4 × 400 m       | 2 min 57 s 31 |
| 2023 | Ligue de diamant                   | Ligue de diamant | 2e       | 400 m           | 44 s 44       |
| 2024 | Jeux olympiques                    | Paris            | 1er      | 400 m           | 43 s 40       |

## Records
| Épreuve          | Temps   | Lieu   | Date        |
| ---------------- | ------- | ------ | ----------- |
| 400 mètres       | 43 s 40 | Paris  | 7 août 2024 |
| 400 mètres haies | 48 s 10 | Eugene | 28 mai 2022 |